# William Oefelein
William Oefelein   (Fort Belvoir, 29 de març de 1965) és un escriptor d'aventures i fotògraf autònom estatunidenc i exastronauta de la NASA que, en el seu únic vol espacial, va pilotar la missió del transbordador espacial STS-116.
Oefelein va guanyar atenció mediàtica el 5 de febrer de 2007 quan la seva companya astronauta Lisa Nowak va ser arrestada a Florida i acusada d'intent de segrest a la capitana de la Força Aèria dels Estats Units, Colleen Shipman, que tenia una relació amb Oefelein. Més tard, Nowak es va declarar culpable d'un delicte de robatori i un delicte menor d'assetjament. Oefelein va admetre haver mantés una relació de dos anys amb Shipman, i ell i Nowak es van convertir en els primers astronautes acomiadats de la NASA. Després dels acomiadaments, la NASA va crear el seu primer codi de conducta per a astronautes.